# Charles de Choiseul-Praslin (1563-1626)
Pour les articles homonymes, voir Charles de Choiseul-Praslin.
Charles de Choiseul, marquis de Praslin, né en 1563, mort en 1626 (ou le 2 décembre 1632[réf. nécessaire]), est un militaire français.

## Biographie
Fils aîné de Ferry Ier de Choiseul, seigneur de Praslin († 1569), mort à Jarnac en combattant les huguenots, et d'Anne de Béthune (vers 1543 - après 1607), dame d'Ostel, Charles de Choiseul, marquis de Praslin, fut l'un des hommes les plus remarquables de la fin du XVIe siècle.
Il fit ses premières armes contre les religionnaires, sous les ordres du maréchal de Matignon, et se trouva avec Henri III au siège de Paris, en 1589. Après la mort de ce prince, il fut l'un des premiers à reconnaître Henri IV, qui le nomma gouverneur de Troyes et lieutenant général en Champagne. Charles de Choiseul fut fait capitaine de la 1re compagnie des gardes du corps du roi, conseiller du roi, capitaine de 50 hommes d'armes de ses ordonnances. Ce fut lui qui, après l'assassinat du roi, donna sa parole à Sully, retiré à la Bastille, qu'il pouvait venir au Louvre sans danger.
Il avait été reçut chevalier des ordres du Roi en 1595.
Il fut, pendant la régence, l'un des conseillers de Marie de Médicis. Il chassa, en 1611, les jésuites de la ville de Troyes, et déconcerta dans la suite, par d'habiles manœuvres, les projets des princes révoltés, qui furent ainsi forces à signer la paix de Sainte-Menehould.
Nommé, en 1619, maréchal de France, il joua, en cette qualité, un rôle important dans les guerres de religion ou on le trouve au Siège de Saint-Jean-d'Angély en 1621. Il était gouverneur de « Xaintonge » et puis d'Aunis, en 1622
Il mourut en 1626, âgé de soixante-trois ans, après quarante-cinq ans de service, pendant lesquels il avait commandé neuf armées, assiégé et pris cinquante-trois villes, assisté à quarante-sept batailles, et reçu vingt-deux blessures.
Sa fille ainée, Catherine-Blanche épousera le maréchal d'Estampes, marquis de la Ferté-Imbault.
Charles de Choiseul, fit rebâtir le château d'Ostel. Sous la première pierre des fondations, qui fut posée le 20 mars 1570, on plaça une ardoise sur laquelle était gravée une longue inscription en vers latins, se terminant ainsi :

« Nec vis, nec tecula...
Stet domus hœc dnnec formica marmor
Ebibat, et lolum testudo perambulet orbem. »

Ces vœux n'ont point été exaucés, et le château fut démoli en 1810.

## Titres
- Marquis de Praslin ;
- Seigneur du Plessis-Saint-Jean ;
- Vicomte de Chavignon ;
- Baron de Chitry ;
- Vicomte d'Hostel ;
- Marquis de Chaource ;
- « Quart-comte » de Soissons.

## Ascendance & postérité
- Fils aîné de Ferry Ier de Choiseul († Tué en mars 1569 à Jarnac), seigneur de Praslin et d'Anne de Béthune (vers 1543 - après 1607), dame d'Ostell, Charles de Choiseul avait épousé, le 7 décembre 1591, Claude de Cassillac de Cessac († après 1626), et en avait eu[1] :
  - Catherine Blanche (1599-17 octobre 1673), dame d'honneur de la duchesse d'Orléans (1643-1672), mariée, le 27 mai 1610, avec Jacques d'Étampes, marquis de La Ferté-Imbault, maréchal de France, dont postérité ;
  - Roger[n 1] (vers 1600 - tué à la bataille de la Marfée (près de Sedan), 1641), marquis de Praslin, mestre de camp général de la cavalerie légère, lieutenant général en Champagne et bailli de Troyes ;
  - Claude (1602 - Troyes, 4 août 1667), abbesse de Notre-Dame-de-Troyes ;
  - Anne (1607 - Troyes, 29 août 1688), mise au monastère en septembre 1609, elle prit l’habit le 7 novembre 1610 et fit profession de foi le 7 novembre 1623, elle fut élue coadjutrice de sa sœur en 1627 et élue abbesse de Notre-Dame-de-Troyes le 29 septembre 1667 ;
  - Françoise (vers 1609 - 5 mai 1686), mariée, en juillet 1629, avec Alexandre de Canonville († avant 1686), marquis de Raffetot, dont postérité ;
  - Isabeau (vers 1610 - 9 août 1677), mariée le 23 février 1642 avec Henri de Guénegaud (1609-1676), seigneur du Plessis-Belleville, marquis de La Garnache, dont postérité ;
  - François (1612 - Praslin (Champagne), 12 décembre 1690), marquis de Praslin, baron de Chaource, seigneur de Pargny, de Villiers, de Merderet, de Lantages, de Bouilly, de Souligny, de Vallières et des Granges, mestre de camp d’un régiment de cavalerie (1642), second lieutenant général pour le roi au gouvernement de Champagne (30 janvier 1648), gouverneur de Troyes et lieutenant général des armées du roi en Champagne, marié le 3 février 1653, avec Charlotte d'Hautefort (1610 - 28 février 1712 - Praslin (Champagne)), fille d'honneur (1640-1653) de la reine Anne d'Autriche, dont :
    - Marie Françoise (1653-1721), marquise de Praslin, marié :
∞ (1°) (15 décembre 1679 : elle se laisse enlever par son premier mari) Louis Armand de L'Abadie de Sautoir († novembre 1680), capitaine de cavalerie, sans postérité ;
∞ (2°) (juillet 1683) Jean Baptiste Gaston de Choiseul (Blois, 1659 - Milan, 23 octobre 1706), comte d'Hostel, marquis de Praslin (1690-1706), lieutenant général des armées du roi, chevalier de Saint-Louis, lieutenant général au gouvernement de Champagne, gouverneur de Troyes ;
∞ (3°) (1711) Nicolas Martial de Choiseul († 1760), « chevalier de Choiseul Beaupré », marquis de Praslin (du fait de son épouse), capitaine des vaisseaux du roi, sans postérité ;
      - (2°) Charlotte Françoise (vers 1690 - Praslin (Champagne), 7 décembre 1743), marquise de Praslin, mariée, le 23 septembre 1711, avec Claude de Pons (1683-1770), comte de Rennepont, marquis de Praslin (du fait de son épouse), dont postérité ;

## Armes
Écartelé, au I et IV d'azur à la croix d'or, cantonnée de dix-huit billettes du même, cinq dans chaque canton du chef, ordonnées 2, 1 et 2, et quatre dans chaque canton de la pointe, ordonnées 2 et 2 (de Choiseul) ; au II et III, de gueules au lion d'or (Aigremont), sur le tout parti d'argent à la fasce de gueules (de Béthune) et d'argent au lion de sable.